# Serapio Cruz
El Mariscal Serapio Cruz (Tata Lapo) (Guatemala, Guatemala 13 de noviembre de 1815 - Palencia, Guatemala, 22 de enero de 1870) fue un militar guatemalteco. Junto con su hermano, Vicente Cruz, participaron la guerra de los Fiebres y se opusieron a los gobiernos conservadores del teniente general Rafael Carrera (1837-1844) y del mariscal Vicente Cerna y Cerna (1865-1870). Cuando comprendió que la capacidad política y militar de Rafael Carrera era muy superior a la del resto de líderes centroamericanos, se adhirió a su régimen y le fue leal durante todo su gobierno (1844-1865). Todavía es recordado por los guatemaltecos, quienes para indicar que algo es muy antiguo usan la expresión «eso es del tiempo de Tata Lapo».

## Biografía
Se conoce poco la vida de Serapio Cruz antes de su participación en el levantamiento de la montaña en 1847, en compañía de su hermano Vicente Cruz. En cuanto a su vida familiar, tanto su abuelo Tomás Santa Cruz, como su padre, Timoteo Santa Cruz, fueron comerciantes de ganado y prestamistas con negocios en Jalapa, en las cercanías de Palencia y la Nueva Guatemala de la Asunción. Como sucedió con varios hacendados del oriente de Guatemala, el surgimiento de la figura de Rafael Carrera significó para Serapio Cruz la posibilidad de ascenso político y la rearticulación de alianzas con sectores conservadores de la Ciudad de Guatemala, que lo favorecieron para participar en el comercio entre la Ciudad y el oriente del Estado. El ascenso político se manifestó en los puestos políticos que obtuvo su hermano Vicente

### Participación con el Ejército de los Pueblos
Es muy conocida la participación de Serapio Cruz durante la guerra civil que tuvo lugar entre 1847 y 1851 al mando de las tropas del “Ejército de los Pueblos”. Lo que se conoce poco son las contradicciones que tuvieron lugar entre algunos miembros de la alianza de montañeses y criollos capitalinos por las cuotas de poder y los mecanismos de acumulación de capital. En lo referente a Cruz, los conflictos por tierras con oficiales leales a Carrera y su marginación del negocio del aguardiente en la Ciudad de Guatemala serían claves para entender su animosidad contra sus rivales. Debe recordarse que durante la época colonial y primeros años de la vida independiente de Centroamérica existían dos bandos mayoritarios entre los criollos (descendientes de conquistadores españoles): la élite de la Ciudad de Guatemala y el clero mayor terrateniente guatemalteco, conocidos como conservadores, y la élite hacendada del resto de Centroamérica, conocidos como liberales. Los criollos guatemaltecos comerciaban directamente con España todo lo que producían los criollos hacendados, quienes resentían esta situación en que los criollos guatemaltecos los consideraban «de segunda categoría».
Durante dicho conflicto, sobresale su apoyo al segundo intento de formación del Estado de Los Altos, su derrota en la batalla de Patzún el 14 de julio de 1848 a manos de Rafael Carrera. La dinámica política en la cual Cruz obtuvo el apoyo de algunos pueblos en Oriente y en los Altos necesita mayor investigación: paralelamente al apoyo recibido por Vicente Cruz por parte de pueblos cercanos a Zacapa, Jalapa y Chiquimula, Serapio Cruz manejaba una alianza con la élite liberal de Quetzaltenango, como estrategia de lucha de dos regiones históricas en contra de la élite conservadora de la Ciudad de Guatemala. Al mismo tiempo, podía negociar con pueblos indígenas, como Patzicía, cuya municipalidad le había jurado su apoyo gracias a que éste pago las cuotas de aguardiente de ese año con el fin de evitar que algún extraño obtuviera ese monopolio, afectando directamente los intereses de Larraondo y Samayoa.
En 1848, junto con su hermano participaron en la guerra de los Fiebres por el Estado de Los Altos en Patzún en contra de las tropas de Rafael Carrera, quien los derrotó. Tras esta victoria, Carrera fue nombrado presidente, pero en el mismo año, fue exiliado por la Asamblea Nacional Legislativa, mayoritariamente liberal, y partió hacia el exilio en Chiapas; el 16 de agosto de 1848 fue nombrado presidente interino Juan Antonio Martínez y en un decreto del 13 de octubre de 1848 la Asamblea prohibió regresar a Carrera a Guatemala, bajo pena de vida. Finalmente, el 28 de noviembre de 1848, la Asamblea nombró a José Bernardo Escobar como presidente y a Vicente Cruz como su vicepresidente.

## Rebelión de Vicente Cruz

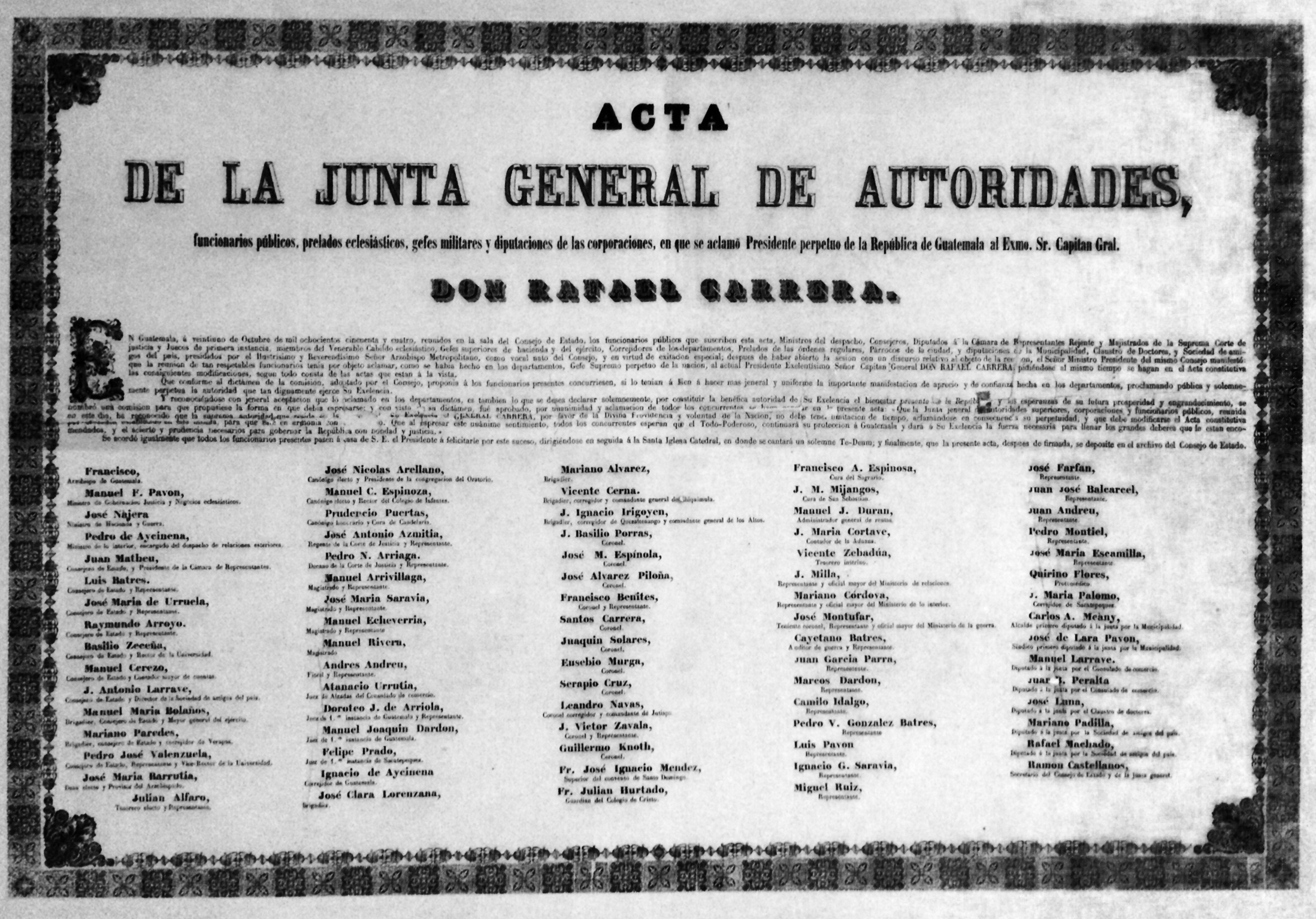
Facsímil del acta en que se declara presidente vitalicio al general Rafael Carrera en 1854. Serapio Cruz es uno de los firmantes del documento en su calidad de Coronel del Ejército conservador guatemalteco.

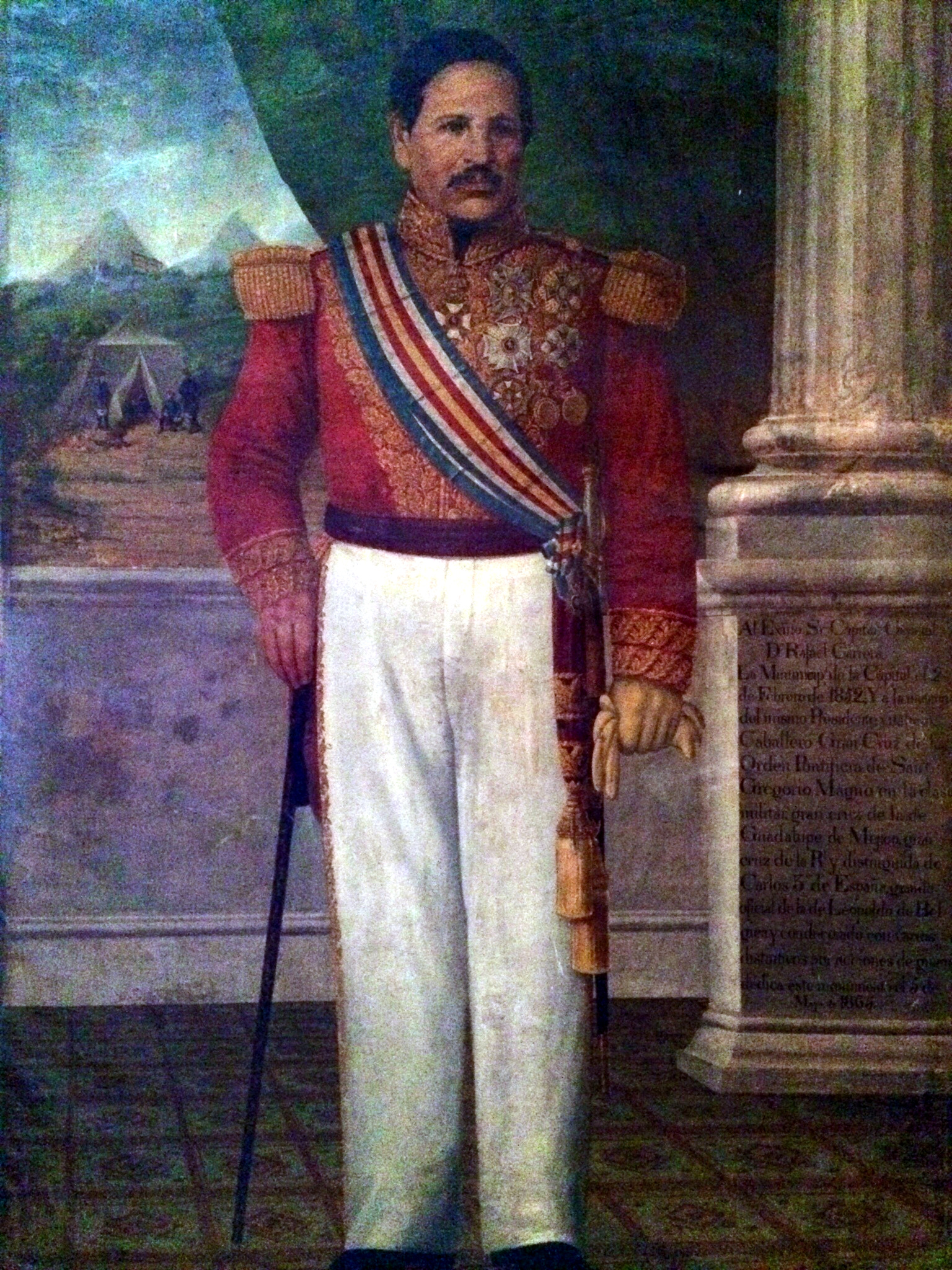
General Rafael Carrera. Presidente de Guatemala de 1851 a 1865. Serapio Cruz lo combatió inicialmente, pero luego lo sirvió lealmente durante todo su gobierno.

En el peor momento posible se encontró Escobar con la presidencia: Tras la ocupación del Estado de Los Altos, Vicente Cruz avanzaba y el primero de diciembre, desde San José Pinula, dirigió una nota al Gobierno intimidándole a entregar la plaza, ofreciendo respetar vidas y haciendas, menos las de los Molina, los Arrivillaga, Vidaurre, Manuel Dardón, el expresidente Juan Antonio Martínez, los Zepeda y José Francisco Barrundia. A pesar de la situación crítica, haciendo gala de energía y patriotismo Escobar rechazó la bárbara petición, y en consecuencia las hostilidades siguieron. La ciudad se encontraba cada vez más amenazada pues ya en Palencia se encontraba el general Serapio Cruz, hermano de Vicente Cruz quién repetía su petición del 12 de diciembre. Escobar sin dinero ni tropas, eligió el camino del arreglo, y es así que envió varias embajadas a parlamentar, en una de las cuales iba el propio Arzobispo de Guatemala, Francisco de Paula García Peláez. Por fin Cruz, admitió celebrar conversaciones, y en uno de los puntos que propuso revivía la traición liberal:
| El gobierno retirará de Los Altos las fuerzas de Ocupación, para que aquellos pueblos puedan libremente decidir su futuro, para lo cual no se les molestará en nada. —Tomado de: Hernández de León, F. El Libro de las Efemérides Tomo III. Tipografía Sánchez y de Guise. Guatemala, 1930. |

Apartándose patrióticamente de la consigna liberal, rechazó lo que se le proponía respecto de Los Altos, en aras de la integridad territorial de la Guatemala. Parecía pues no haber forma de arreglo con los insurrectos Cruz, y habiendo fracasado la negociación, Escobar buscó un arreglo político: permutó a don Basilio Porras del Ministerio de la Guerra al de Relaciones Exteriores, y entregó la cartera militar al Teniente Coronel de Ingenieros don Manuel José Narciso de Jonama y Bellsolar, que aunque retirado de la vida pública desde 1829, conservaba simpatías entre los liberales y era además amigo personal de Carrera. Esta medida tampoco solucionó nada; entonces Escobar presentó formalmente su renuncia a la presidencia el 30 de diciembre de 1848, y la Asamblea eligió a Manuel Tejada, quién durmió una noche electo presidente, pero renunció al día siguiente. Ante tales dificultades, Escobar siguió en el mando.
A principios de 1849 se reunió la Asamblea para elegir sustituto a Escobar. El General Mariano Paredes tras lograr la pacificación de Los Altos, resultó elegido, y Escobar le entregó la Primera Magistratura el 18 de enero de 1849.
Vicente Cruz no reconoció al nuevo gobierno y continuó la rebelión, junto a Serapio Cruz y otros líderes militares de Chiapas, marchando contra la ciudad. Pero el 20 de marzo, Vicente Cruz murió de un balazo cuando luchaba contra las tropas de Agustín Pérez dando así por terminada la rebelión de los hermanos Cruz.
El 6 de noviembre de 1851 Rafael Carrera fue nombrado Presidente de Guatemala y Serapio Cruz, aun siendo liberal, sirvió en su ejército
Participó en las siguientes batallas junto con Carrera:
- En 1851 fue uno de los comandantes guatemaltecos en la Batalla de la Arada y en 1856 fue uno de los militares que viajaron a Nicaragua para luchar contra William Walker en la Guerra contra los Filibusteros
- En 1863 fue un comandante del ejército de Guatemala en Chiquimula contra Honduras.

Tras la muerte de Carrera, el 24 de mayo de 1865 tomó el poder el Mariscal Vicente Cerna. Ésta era la oportunidad que estaba esperando Cruz para derrocar a los conservadores, y nuevamente se alzó en armas.

## Comandante revolucionario
En 1865, el comandante «Tata Lapo», como lo llamaban entonces, formó en Palencia un batallón armado de machetes, con el que combatió hasta 1870. Este batallón se llamó «Batallón Palencia», estaba comandado por Rito Orellana y estaba conformado por soldados provenientes de Palencia, Jalapa y El Jícaro.

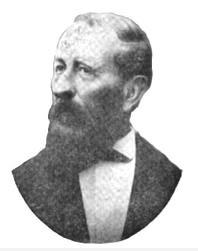
Mariscal Vicente Cerna, sucesor de Carrera. Los líderes liberales guatemaltecos, entre los que se encontraba Serapio Cruz, aprovecharon su escaso don de mando para derrocar a los conservadores.

El 2 de febrero de 1867 Serapio Cruz dirigió un ataque de los Fiebres en contra de Cerna, pero fue derrotado por las fuerzas gubernamentales. Serapio Cruz huyó hacia El Salvador, mientras que Justo Rufino Barrios huyó hacia Chiapas.

### Batalla del Paso de los Jalapas
En noviembre de 1868 Batallón de los Jalapas, al mando de Orellana, venció a quinientos ochenta y ocho soldados de las fuerzas de Cerna. Rito Orellana se ganó el apodo de «Guayacán». Orellana reclutó al sargento Leopoldo Orellana Almazán, de 17 años.

### Batalla de Paso de los Canales
El sargento Orellana Almazán estaba al mando de las tropas de Guastatoya, las que junto a las tropas del mariscal Serapio Cruz, pelearon contra las tropas del presidente Vicente Cerna en febrero de 1869 en el Paso de los Canales, donde vencieron a las fuerzas leales al gobierno. Esta batalla fue tan dura que el mariscal Serapio Cruz había perdido para el mediodía la mitad de su ejército.
En marzo de 1869 fue a Chiapas en donde en la Plaza de Nentón en Huehuetenango se reunió y alió con Barrios. Los soldados «Fiebres» de Serapio Cruz realizaron guerras de guerrillas en Quiché y en las Verapaces. Por su parte, los soldados de Barrios atacaron al gobierno en el Occidente de Guatemala y los de Vicente Méndez Cruz, en la Costa Sur del país.

## Muerte

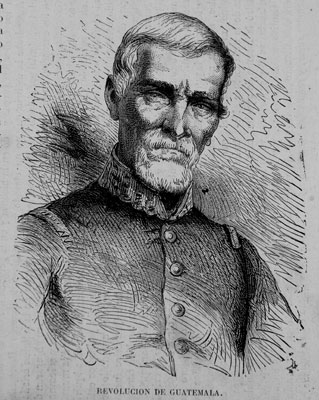
Grabado del general Antonio Solares, general en jefe de las tropas conservadoras que combatieron a Cruz. Tomada de La Ilustración Española y Americana.

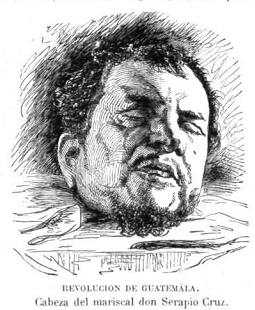
Grabado de la cabeza cercenada de Serapio Cruz, en La Ilustración Española y Americana.

En enero de 1870, cuando se encontraba en las cercanías de la Ciudad de Guatemala y a unos siete kilómetros de Palencia, fue atacado por las tropas gubernamentales al mando de Antonio Solares, general en jefe del Ejército de Guatemala. Cruz y sus principales jefes, viéndose perdidos, huyeron por la barranca: desgraciadamente Cruz llevaba fracturada una pierna no pudo continuar su marcha, y cuando lo encontraron sus enemigos lo ultimaron en el acto. 
Caliente aún el cadáver, le cortaron la cabeza, que el general Solares dispuso mandar a la ciudad como trofeo; en medio de cien soldados iba uno de los vencidos, Luis Benavente, y en sus hombros, en una red rellena de hojas y flores, la cabeza del vencido chorreando sangre. Al llegar frente a la iglesia de Candelaria, el portador extrajo la cabeza del vencido para exhibirla a la multitud: por abajo con una mano ensangrentada agarrando el cuello y con la otra encima, sosteniéndolo de los pocos cabellos que quedaban. Y así fue transportada por el centro de la ciudad la cabeza del mariscal Cruz, al son fúnebre de los tambores. Finalmente, la cabeza fue depositada en la capilla del antiguo cementerio; tenía entreabiertos los ojos, y una sonrisa amarga se delineaba en sus labios. Dicha cabeza fue fotografiada, y el retrato se conserva en el Museo Nacional de Historia de Guatemala.
Su hijo, Felipe Cruz, se unió entonces con las fuerzas de Barrios, quien entonces estaba luchando en Chiapas, para vengar su muerte. Lo que ocurrió con la cabeza de Cruz fue utilizado por los liberales para acusar al gobierno conservador de Cerna de salvajismo y barbarie, y significaría la convergencia de sectores liberales de la Ciudad de Guatemala con sus contrapartes en los Altos, de la cual surgiría la base de apoyo de Miguel García Granados y Justo Rufino Barrios en su campaña triunfante de abril a junio de 1871.
Sus restos fueron sepultados en las catacumbas de la Catedral Metropolitana de la Ciudad de Guatemala.

## Distinciones
- La «Calle Mariscal Cruz» entre las zonas 4, 5, 9 y 10 de la Ciudad de Guatemala fue nombrada en su honor.[l]